# Bollia
Bollia is een monotypisch geslacht van uitgestorven ostracoden, dat leefde van het Ordovicium tot het Devoon. 

## Beschrijving
Deze een millimeter lange ostracode kenmerkt zich door de aan de buitenkant bevindende opgezwollen, lange kam. Aan de binnenkant van deze kam bevindt zich nog een evenwijdige, hoefijzervormige kam. De oppervlakte van de schaal is van putjes voorzien.